# Eupanacra marina
Eupanacra marina är en fjärilsart som beskrevs av Rothschild och Jordan 1915. Eupanacra marina ingår i släktet Eupanacra och familjen svärmare. Inga underarter finns listade i Catalogue of Life.